# Paperissima - Errori in TV
Paperissima - Errori in TV, chiamato anche semplicemente Paperissima, è stato un programma televisivo italiano andato in onda in prima serata su Canale 5 il 1º giugno 1990 e dall'8 ottobre 1991 al 24 maggio 2013 e dal 9 ottobre 1990 all'8 marzo 1991 su Italia 1.
Nata da un'idea di Antonio Ricci, la trasmissione è incentrata sulla riproposizione di gaffe, errori e bloopers di personaggi famosi, giornalisti, politici, telefilm e film ma soprattutto su filmati di incidenti e situazioni di comicità involontaria realizzati da persone comuni. Prevedeva inoltre un concorso per videoamatori con un premio finale per la gaffe più divertente.

## Storia
Paperissima debuttò con una puntata pilota condotta da Ezio Greggio e Lorella Cuccarini, in onda venerdì 1º giugno 1990 alle 20:40 su Canale 5 e replicata due giorni dopo alle 14:00 su Italia 1, ottenendo un grande successo dal pubblico. Per tale ragione si decise di produrre una prima edizione ufficiale con gli stessi conduttori, in onda nella stagione 1990/1991 per 12 puntate dal 9 ottobre al 25 dicembre 1990 al martedì, e per altre 8 puntate, in onda dal 18 gennaio all'8 marzo 1991 al venerdì, in prima serata su Italia 1. Il successo ottenuto portò il programma alla promozione su Canale 5 con una seconda stagione in onda nell'autunno del 1991, affidata alla riconfermata Lorella Cuccarini e alla new entry Marco Columbro, entrambi conduttori nella stessa stagione anche di Buona Domenica.
Nell'autunno del 1992 andò in onda la terza edizione del programma, trasmesso di sabato con la conduzione di Ezio Greggio e Marisa Laurito. A partire dall'edizione del 1992 fino a quella del 2008, durante la prima puntata, sono intervenuti come ospiti Raimondo Vianello e Sandra Mondaini, ritenuti dei portafortuna per il successo della trasmissione e, in una delle restanti puntate, Mike Bongiorno. La nuova collocazione del sabato sera, in diretta concorrenza con lo show Scommettiamo che...? in onda su Rai 1 ed abbinato alla Lotteria Italia, portò tuttavia il programma ad un notevole calo d'ascolti. Da questa edizione, inoltre, Antonio Ricci decide di mettere a riposo la trasmissione ogni 2 anni, in maniera tale da reperire nuovi filmati e materiali da proporre.
Nell'autunno del 1994 il programma tornò con una quarta stagione, affidata nuovamente alla coppia formata da Lorella Cuccarini e Marco Columbro. La trasmissione, in onda nella serata del venerdì, ottenne ottimi indici d'ascolto e, con leggere modifiche, venne riproposta, ad anni alterni e con gli stessi conduttori, anche nell'autunno del 1996, del 1998, e del 2000.
Nell'autunno del 2002 andò in onda l'ottava edizione del programma, che, in seguito al passaggio in Rai di Lorella Cuccarini, venne condotta da una coppia inedita composta da Natalia Estrada e Teo Teocoli, con la partecipazione di Zuzzurro e Gaspare, ma dopo la seconda puntata Teocoli decise di abbandonare il programma: quest'ultimo, infatti, decise di arricchire il programma con interventi in cui riproponeva alcuni suoi celebri personaggi e imitazioni, i quali diminuivano il tempo riservato alle papere, e quando la produzione del programma chiese allo showman di realizzare scenette più brevi e meno elaborate, quest'ultimo si rifiutò e lasciò la trasmissione. Al suo posto, dalla terza puntata, subentrò Marco Columbro.
Nell'autunno del 2004 andò in onda la nona edizione di Paperissima, ricca di novità, che vide alla conduzione Gerry Scotti e Michelle Hunziker. Il pubblico mostrò di gradire i nuovi conduttori del programma e gli ascolti ebbero un'autentica impennata: la media della trasmissione superò gli 8 milioni di telespettatori con uno share di oltre il 33%, e l'ultima puntata segnò il record storico per la storia di Paperissima e per qualsiasi altro programma di intrattenimento Mediaset: 11 921 000 telespettatori con il 39,62% di share. La prima puntata di quest'edizione venne poi replicata il 1º marzo 2005, alle 21:00 su Rete 4. La stessa coppia venne riconfermata anche nelle edizioni del 2006, 2008, 2011 e 2013.
L'edizione del 2013 fu replicata anche nel 2014 e 2015, e a distanza di sette anni il programma venne riproposto in replica il 24 aprile 2020.
Ospiti fissi di tutte le edizioni (anche se mai in una stessa puntata) sono stati Ezio Greggio ed Enzo Iacchetti, storici conduttori di un altro programma di Antonio Ricci, Striscia la notizia.

## Autori
- Lorenzo Beccati (fisso)
- Max Greggio e Gennaro Ventimiglia (1990–2008)
- Adriano Bonfanti, Christophe Sanchez e Matteo Molinari (pilota 1990)
- Mimmo Artana e Paolino T. Orsini (1991–2001, 2004–2005)
- Franco Faloppi e Max Novaresi (1991–1992)
- David Lubrano e Valerio Peretti (1994–2001)
- Alessandro Meazza (2004–2005, 2010–2013)
- Giorgio Centamore e Maurizio Sangalli (2004–2005)
- Massimo Dimunno e Giovanni Tamborrino (2010–2011)
- Carlo Sacchetti (2010–2013)
- Roberto Ferrante (?)

## Edizioni
| Edizione | Periodo          | Periodo          | Puntate | Conduzione     | Conduzione        | Cast fisso          | Cast fisso          | Cast fisso          | Sede                                                           | Sede                                                           | Sede |
| Edizione | Inizio           | Fine             | Puntate | Conduzione     | Conduzione        | Cast fisso          | Cast fisso          | Cast fisso          | Sede                                                           | Sede                                                           | Sede |
| -------- | ---------------- | ---------------- | ------- | -------------- | ----------------- | ------------------- | ------------------- | ------------------- | -------------------------------------------------------------- | -------------------------------------------------------------- | ---- |
| Pilota   | 1º giugno 1990   | 1º giugno 1990   | 1       | Ezio Greggio   | Lorella Cuccarini | Gianfranco D'Angelo | Gianfranco D'Angelo | Gianfranco D'Angelo | Studio 4 del Centro di produzione Mediaset di Cologno Monzese  | Studio 4 del Centro di produzione Mediaset di Cologno Monzese  |      |
| 1ª       | 9 ottobre 1990   | 8 marzo 1991     | 20      | Ezio Greggio   | Lorella Cuccarini | N.D.                | N.D.                | N.D.                | Studio 4 del Centro di produzione Mediaset di Cologno Monzese  | Studio 4 del Centro di produzione Mediaset di Cologno Monzese  |      |
| 2ª       | 8 ottobre 1991   | 28 gennaio 1992  | 15      | Marco Columbro | Lorella Cuccarini | Enzo Braschi        | Sergio Vastano      | Gabibbo             | Studio 4 del Centro di produzione Mediaset di Cologno Monzese  | Studio 4 del Centro di produzione Mediaset di Cologno Monzese  |      |
| 3ª       | 3 ottobre 1992   | 16 gennaio 1993  | 14      | Ezio Greggio   | Marisa Laurito    | Gianfranco D'Angelo | Gianfranco D'Angelo | I Brutos            | Studio 4 del Centro di produzione Mediaset di Cologno Monzese  | Studio 4 del Centro di produzione Mediaset di Cologno Monzese  |      |
| 4ª       | 7 ottobre 1994   | 17 febbraio 1995 | 18      | Marco Columbro | Lorella Cuccarini | Enzo Braschi        | Sergio Vastano      | Enrico Beruschi     | Studio 11 del Centro di produzione Mediaset di Cologno Monzese | Studio 11 del Centro di produzione Mediaset di Cologno Monzese |      |
| 5ª       | 25 ottobre 1996  | 7 marzo 1997     | 18      | Marco Columbro | Lorella Cuccarini | Enzo Braschi        | Sergio Vastano      | Dario Ballantini    | Studio 11 del Centro di produzione Mediaset di Cologno Monzese | Studio 11 del Centro di produzione Mediaset di Cologno Monzese |      |
| 6ª       | 16 ottobre 1998  | 26 febbraio 1999 | 18      | Marco Columbro | Lorella Cuccarini | Gianni Fantoni      | Daniele Formica     | Daniele Formica     | Studio 11 del Centro di produzione Mediaset di Cologno Monzese | Studio 11 del Centro di produzione Mediaset di Cologno Monzese |      |
| 7ª       | 13 ottobre 2000  | 26 gennaio 2001  | 14      | Marco Columbro | Lorella Cuccarini | N.D.                | N.D.                | N.D.                | Studio 11 del Centro di produzione Mediaset di Cologno Monzese | Studio 11 del Centro di produzione Mediaset di Cologno Monzese |      |
| 8ª       | 11 ottobre 2002  | 18 ottobre 2002  | 13      | Teo Teocoli    | Natalia Estrada   | Zuzzurro e Gaspare  | Zuzzurro e Gaspare  | Zuzzurro e Gaspare  | Studio 11 del Centro di produzione Mediaset di Cologno Monzese | Studio 11 del Centro di produzione Mediaset di Cologno Monzese |      |
| 8ª       | 25 ottobre 2002  | 17 gennaio 2003  | 13      | Marco Columbro | Natalia Estrada   | Zuzzurro e Gaspare  | Zuzzurro e Gaspare  | Zuzzurro e Gaspare  | Studio 11 del Centro di produzione Mediaset di Cologno Monzese | Studio 11 del Centro di produzione Mediaset di Cologno Monzese |      |
| 9ª       | 10 dicembre 2004 | 28 gennaio 2005  | 7       | Gerry Scotti   | Michelle Hunziker | N.D.                | N.D.                | N.D.                | Studio 11 del Centro di produzione Mediaset di Cologno Monzese | Studio 11 del Centro di produzione Mediaset di Cologno Monzese |      |
| 10ª      | 6 ottobre 2006   | 8 dicembre 2006  | 10      | Gerry Scotti   | Michelle Hunziker | N.D.                | N.D.                | N.D.                | Studio 11 del Centro di produzione Mediaset di Cologno Monzese | Studio 11 del Centro di produzione Mediaset di Cologno Monzese |      |
| 11ª      | 17 ottobre 2008  | 12 dicembre 2008 | 9       | Gerry Scotti   | Michelle Hunziker | N.D.                | N.D.                | N.D.                | Studio 11 del Centro di produzione Mediaset di Cologno Monzese | Studio 11 del Centro di produzione Mediaset di Cologno Monzese |      |
| 12ª      | 15 dicembre 2010 | 16 febbraio 2011 | 10      | Gerry Scotti   | Michelle Hunziker | N.D.                | N.D.                | N.D.                | Studio 20 del Centro di produzione Mediaset di Cologno Monzese | Studio 20 del Centro di produzione Mediaset di Cologno Monzese |      |
| 13ª      | 5 aprile 2013    | 24 maggio 2013   | 9       | Gerry Scotti   | Michelle Hunziker | N.D.                | N.D.                | N.D.                | Studio 20 del Centro di produzione Mediaset di Cologno Monzese | Studio 20 del Centro di produzione Mediaset di Cologno Monzese |      |

### Paperette
Al programma partecipavano delle ragazze che ballavano gli "stacchetti" e venivano spesso coinvolte nelle scenette in studio. Nella puntata pilota le ragazze venivano chiamate semplicemente Papere; nelle prime due edizioni (dall'8 ottobre 1990 al 28 gennaio 1992) furono ribattezzate Paperelle, successivamente dal 3 ottobre 1992 al 17 febbraio 1995 Paperine, mentre dal 25 ottobre 1996 al 31 maggio 2013 sono state presentate come Paperette. Molte di loro, in particolare nelle prime edizioni, erano Veline provenienti da Striscia la notizia. A partire dall'11 ottobre 2002 le Paperette venivano selezionate tra le semifinaliste del programma Veline, altra trasmissione a firma di Antonio Ricci.
| Nº     | Periodo          | Periodo          | Paperette        | Paperette            | Paperette           | Paperette           | Paperette                     |
| Nº     | Inizio           | Fine             | Paperette        | Paperette            | Paperette           | Paperette           | Paperette                     |
| ------ | ---------------- | ---------------- | ---------------- | -------------------- | ------------------- | ------------------- | ----------------------------- |
| Pilota | 1º giugno 1990   | 1º giugno 1990   | Cinzia Bragantin | Monica Guidotti      | Martine Nourisatte  | Stefania Trulla     | N.D.                          |
| 1ª     | 9 ottobre 1990   | 8 marzo 1991     | Terry Sessa      | Simonetta Pravettoni | Micaela Bianchi     | Ana Laura Ribas     | N.D.                          |
| 2ª     | 8 ottobre 1991   | 28 gennaio 1992  | Laura Valci      | Lou Anne Nadeau      | Marilena Tucci      | Ana Laura Ribas     | N.D.                          |
| 3ª     | 3 ottobre 1992   | 16 gennaio 1993  | Laura Valci      | Michela Simoni       | Consuelo Almeida    | Ljuba Orlova        | N.D.                          |
| 4ª     | 7 ottobre 1994   | 17 febbraio 1995 | Laura Valci      | Michela Simoni       | Sabrina Jencinella  | Jasmin Lipovsek     | N.D.                          |
| 5ª     | 25 ottobre 1996  | 7 marzo 1997     | Barbara Dimini   | Cristiana Pezzucchi  | Laura Tomasi        | Luisella Tuttavilla | N.D.                          |
| 6ª     | 16 ottobre 1998  | 26 febbraio 1999 | Vincenza Cacace  | Alessia Fabiani      | Federica Fontana    | Teresa d'Alessandro | N.D.                          |
| 7ª     | 13 ottobre 2000  | 26 gennaio 2001  | Ornella Roddi    | Floriana Venditti    | Michela dell'Atti   | Cosmanna Ardillo    | N.D.                          |
| 8ª     | 11 ottobre 2002  | 17 gennaio 2003  | Lella Colacicco  | Martina Guarnieri    | Elisabetta Liberale | Barbara Petrillo    | N.D.                          |
| 9ª     | 10 dicembre 2004 | 28 gennaio 2005  | Angela Tuccia    | Laura Moscaritolo    | Elena Venutti       | Sara Tommasi        | Svetoslava Simeonova Lozanova |
| 10ª    | 6 ottobre 2006   | 8 dicembre 2006  | Elena Ferè       | Anna Nikla           | Claudia De Falchi   | Rosaria Cannavò     | Valentina Del Vecchio         |
| 11ª    | 17 ottobre 2008  | 12 dicembre 2008 | Chiara Panzieri  | Rajàa Afroud         | Marianna Angelucci  | Simona Esposito     | N.D.                          |
| 12ª    | 15 dicembre 2010 | 16 febbraio 2011 | Chiara Panzieri  | Greta Bignami        | Jade Canali         | Cinthia De Melo     | N.D.                          |
| 13ª    | 5 aprile 2013    | 24 maggio 2013   | Ana Moya         | Carlotta Maggiorana  | Yasmin Ussani       | Lada Pozniakova     | N.D.                          |

## Spin-off
Nel corso degli anni la trasmissione ha avuto diversi spin-off, tra cui il più famoso e longevo è Paperissima Sprint, in onda attualmente su Italia 1 nella fascia oraria del day-time tutti i giorni nel periodo estivo e di domenica nel resto dell'anno.
Nel 1992, 1993, 1995, 1997, 1999, 2003, 2008, 2011, e 2013 vennero invece realizzati degli speciali dal titolo Super Paperissima, nei quali veniva mostrato il meglio dell'edizione appena conclusa.
Nel 2001 durante la settimana del Festival di Sanremo, fu trasmessa una puntata speciale intitolata Paperissima - Festival della Papera, il cui obiettivo era quello di eleggere la più bella papera del programma. Tale puntata venne riproposta per la prima volta in replica il 7 febbraio 2020 a distanza di 19 anni sempre su Canale 5.
A cavallo tra il 2007 e il 2008 andarono in onda tre speciali: Paperissima al circo, ambientata nel circo di Moira Orfei, Paperissima Pan, in cui i conduttori vestono i panni dei personaggi della fiaba Peter Pan, e Capodanno con Paperissima, che accompagnò il pubblico di Canale 5 al 2008. Questi tre speciali furono condotti dal Gabibbo insieme con Juliana Moreira e Lydie Pages.
Il 26 marzo 2009 alle 21:10 andò in onda Super Paperissima Speciale Calciatori condotto da Gerry Scotti e Michelle Hunziker.

## Sigla e simbolo del programma
La storica sigla del programma, fin dalla prima edizione, era la famosa canzone Il ballo del qua qua di Al Bano e Romina Power, qui interpretata da Cristina Paltrinieri, che è stata la voce solista della sigla per la prima parte della prima edizione del martedì sera e per la seconda parte della stessa del venerdì sera (entrambe in onda su Italia 1), per la seconda edizione del martedì sera, per la dodicesima edizione del mercoledì sera e per quasi tutte le altre edizioni del venerdì sera (andate in onda invece su Canale 5), eccetto la terza, andata in onda il sabato sera sempre sulla rete del Biscione, nella quale la sigla era cantata da Romina Power.
La papera simbolo del programma è stata ideata da Marco Varrone.

## Le voci di commento ai video
- Lorenzo Beccati
- Gennaro Ventimiglia
- Ezio Greggio
- Lorella Cuccarini
- Marco Columbro
- Marisa Laurito
- Teo Teocoli
- Natalia Estrada
- Gerry Scotti
- Michelle Hunziker

## Riconoscimenti
- 1991 – Telegatto come "Trasmissione dell'anno"
- 1997 – Telegatto come "Trasmissione di varietà"
- 2005 – Premio Regia Televisiva categoria "Top Ten"

## Ascolti TV

### Edizione 1992-93
| Puntata        | Telespettatori | Share |
| -------------- | -------------- | ----- |
| 3 ottobre 1992 | 5 677 000      | –     |

### Edizione 1994-95
| Puntata          | Telespettatori | Share  |
| ---------------- | -------------- | ------ |
| 7 ottobre 1994   | 9 011 000      | –      |
| 14 ottobre 1994  | 7 614 000      | –      |
| 21 ottobre 1994  | 9 103 000      | –      |
| 28 ottobre 1994  | 8 049 000      | –      |
| 4 novembre 1994  | 8 368 000      | –      |
| 18 novembre 1994 | 7 692 000      | –      |
| 25 novembre 1994 | 7 817 000      | –      |
| 2 dicembre 1994  | 7 733 000      | –      |
| 9 dicembre 1994  | 7 741 000      | –      |
| 16 dicembre 1994 | 8 849 000      | –      |
| 13 gennaio 1995  | 8 813 000      | –      |
| 20 gennaio 1995  | 8 954 000      | –      |
| 27 gennaio 1995  | 7 922 000      | –      |
| 3 febbraio 1995  | 7 672 000      | –      |
| 10 febbraio 1995 | 7 311 000      | 27,18% |
| 17 febbraio 1995 | 7 644 000      | 27,52% |
| Media            | 8 143 000      |        |

### Edizione 1996-97
| Puntata          | Telespettatori | Share  |
| ---------------- | -------------- | ------ |
| 25 ottobre 1996  | 8 721 000      | 33,49% |
| 1º novembre 1996 | 8 231 000      | –      |
| 8 novembre 1996  | 8 769 000      | –      |
| 15 novembre 1996 | 7 704 000      | 28,63% |
| 22 novembre 1996 | 7 965 000      | 29,91% |
| 29 novembre 1996 | 8 934 000      | 33,24% |
| 6 dicembre 1996  | 7 744 000      | –      |
| 13 dicembre 1996 | 7 990 000      | 30,61% |
| 20 dicembre 1996 | 7 056 000      | 30,75% |
| 27 dicembre 1996 | 8 473 000      | –      |
| 3 gennaio 1997   | 7 214 000      | 27,37% |
| 10 gennaio 1997  | 8 696 000      | –      |
| 17 gennaio 1997  | 7 668 000      | 28,81% |
| 24 gennaio 1997  | 5 975 000      | 22,78% |
| 31 gennaio 1997  | 6 930 000      | 26,23% |
| 7 febbraio 1997  | 7 147 000      | 27,73% |
| Media            | 7 826 000      |        |

### SuperPaperissima1997
| Puntata          | Telespettatori | Share  |
| ---------------- | -------------- | ------ |
| 14 febbraio 1997 | 5 843 000      | 24,39% |
| 21 febbraio 1997 | 4 878 000      | 18,38% |
| 28 febbraio 1997 | 5 727 000      | 21,64% |
| 7 marzo 1997     | 4 971 000      | –      |
| Media            | 5 355 000      |        |

### Edizione 1998-99
| Puntata          | Telespettatori | Share  |
| ---------------- | -------------- | ------ |
| 23 ottobre 1998  | 7 557 000      | 28,20% |
| 6 novembre 1998  | 6 813 000      | 24,61% |
| 13 novembre 1998 | 7 434 000      | 27,02% |
| 20 novembre 1998 | 7 885 000      | 28,68% |
| 27 novembre 1998 | 7 601 000      | 27,68% |
| 4 dicembre 1998  | 7 641 000      | 27,86% |
| 11 dicembre 1998 | 8 137 000      | 28,68% |
| 18 dicembre 1998 | 7 073 000      | 27,51% |
| 1º gennaio 1999  | 5 685 000      | 25,41% |
| 15 gennaio 1999  | 6 360 000      | 23,12% |
| 29 gennaio 1999  | 7 384 000      | 26,36% |

### Edizione 2000-01
| Puntata          | Telespettatori | Share  |
| ---------------- | -------------- | ------ |
| 13 ottobre 2000  | 8 731 000      | 34,45% |
| 27 ottobre 2000  | 7 603 000      | 28,47% |
| 3 novembre 2000  | 7 964 000      | 29,59% |
| 10 novembre 2000 | 8 624 000      | 33,39% |
| 17 novembre 2000 | 8 129 000      | 30,46% |
| 24 novembre 2000 | 7 977 000      | 30,62% |
| 15 dicembre 2000 | 8 729 000      | 34,68% |
| 22 dicembre 2000 | 7 060 000      | 29,07% |
| 29 dicembre 2000 | 6 978 000      | 26,50% |
| 12 gennaio 2001  | 6 399 000      | 24,43% |

## Loghi del programma

Logo usato dal 2004 al 2008
Logo usato dal 2010 al 2013